# Francisco Ignacio Ruiz de la Iglesia

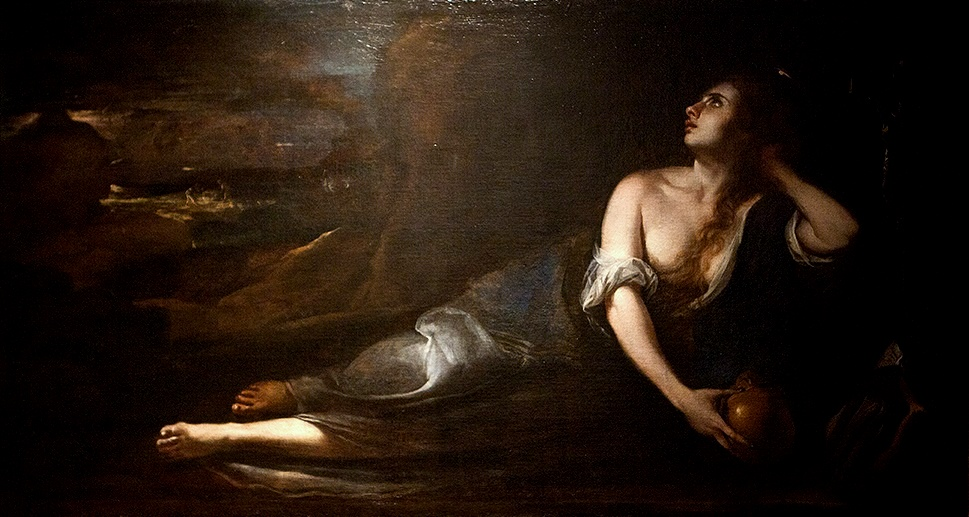
Magdalena penitente, óleo sobre lienzo, Gijón, Museo Casa Natal de Jovellanos. Considerado de Mateo Cerezo por Jovellanos, que lo adquirió en Madrid en 1790.

Francisco Ignacio Ruiz de la Iglesia (Madrid, 1649-1703). Pintor barroco español, cultivó tanto la pintura al óleo como al fresco y al temple además de practicar el grabado. En 1701 alcanzó el título de pintor de cámara con Felipe V.

## Biografía y obra
Nacido en Madrid el 1 de julio de 1649 y bautizado en la parroquia de San Sebastián el 10 de agosto, su padre, Baltasar Luis, era «cobrador» o administrador de la compañía teatral de José Garcerán. Se formó con Francisco Camilo, en cuyo taller entró en 1662 por un periodo de cuatro años. La situación económica familiar no debía de ser muy desahogada pues tres años después Camilo hubo de hacer un préstamo al padre de 130 doblones de oro de a dos escudos, comprometiéndose Francisco Ignacio como garantía de pago a proseguir «todo el tiempo que el dicho Francisco Camilo quisiere en su casa y compañía  pintando para él todo lo que me ordenare y mandare», sin otra obligación para Camilo que la de proporcionar al muchacho comida y ropa limpia, descontando de la deuda 200 ducados cada año. «Muy adelantado», según dice Antonio Palomino que lo trató personalmente, pasó a la escuela de Juan Carreño de Miranda, donde tuvo como condiscípulo a Juan Martín Cabezalero, algo mayor que él, por quien sintió admiración. Palomino añade que completó su formación acudiendo asiduamente a las academias y en el estudio de las esculturas y pinturas de palacio, con lo que llegó a adquirir el dominio del dibujo.
En 1664, antes de abandonar el taller de Camilo, había colaborado ya con Carreño en las pinturas de la capilla de San Isidro en San Andrés, alcanzando cierta familiaridad con el pintor asturiano, según atestigua el testamento de su viuda. Pero todavía en 1670, año en que contrajo matrimonio con Ana Vázquez de Párraga y firmó la Magdalena del Museo Jovellanos de Gijón, su primera obra conocida, hizo un pago de 25 doblones a Camilo en concepto de la deuda adquirida, que solo quedó liquidada definitivamente en 1675, muerto ya Camilo.
Trabajó con José Jiménez Donoso en 1679 en las decoraciones efímeras para la entrada en Madrid de María Luisa de Orleáns, aprendiendo de él la técnica de pintura al fresco y al temple, y desde entonces, dice Palomino, «degeneró algo en la manera, con alguna dureza». En este mismo género y con Antonio Palomino trabajó en 1690 por encargo del ayuntamiento madrileño en los adornos de los arcos de la plazuela del Salvador o de la Villa con motivo de la entrada de la reina Mariana de Neoburgo, encargándose en esta ocasión los artistas también de la invención iconográfica y de los letreros en latín y castellano. Por su propia naturaleza efímera de todo ello solo han llegado algunas descripciones. También se han perdido todas sus pinturas al fresco en iglesias madrileñas de las que hay noticia por la biografía que le dedicara Palomino (camarín de la capilla del Cristo en San Ginés, 1681, y capilla de Nuestra Señora de los Remedios en la misma iglesia, 1697; capilla de Nuestra Señora de los Desamparados en el Hospital de los Aragoneses y una capilla de la iglesia de Nuestra Señora de Constantinopla), así como las pinturas al fresco que realizó en la cámara de la reina el Palacio del Buen Retiro bajo la dirección de Claudio Coello y en unión con Isidoro Arredondo y Sebastián Muñoz, por las que en diciembre de 1689 fue nombrado pintor del rey; pero el aspecto sumario de su dibujo en algunos cuadros de altar y los colores claros de su pintura al óleo, parecen proceder según Pérez Sánchez de esa habilidad suya en la pintura al fresco.

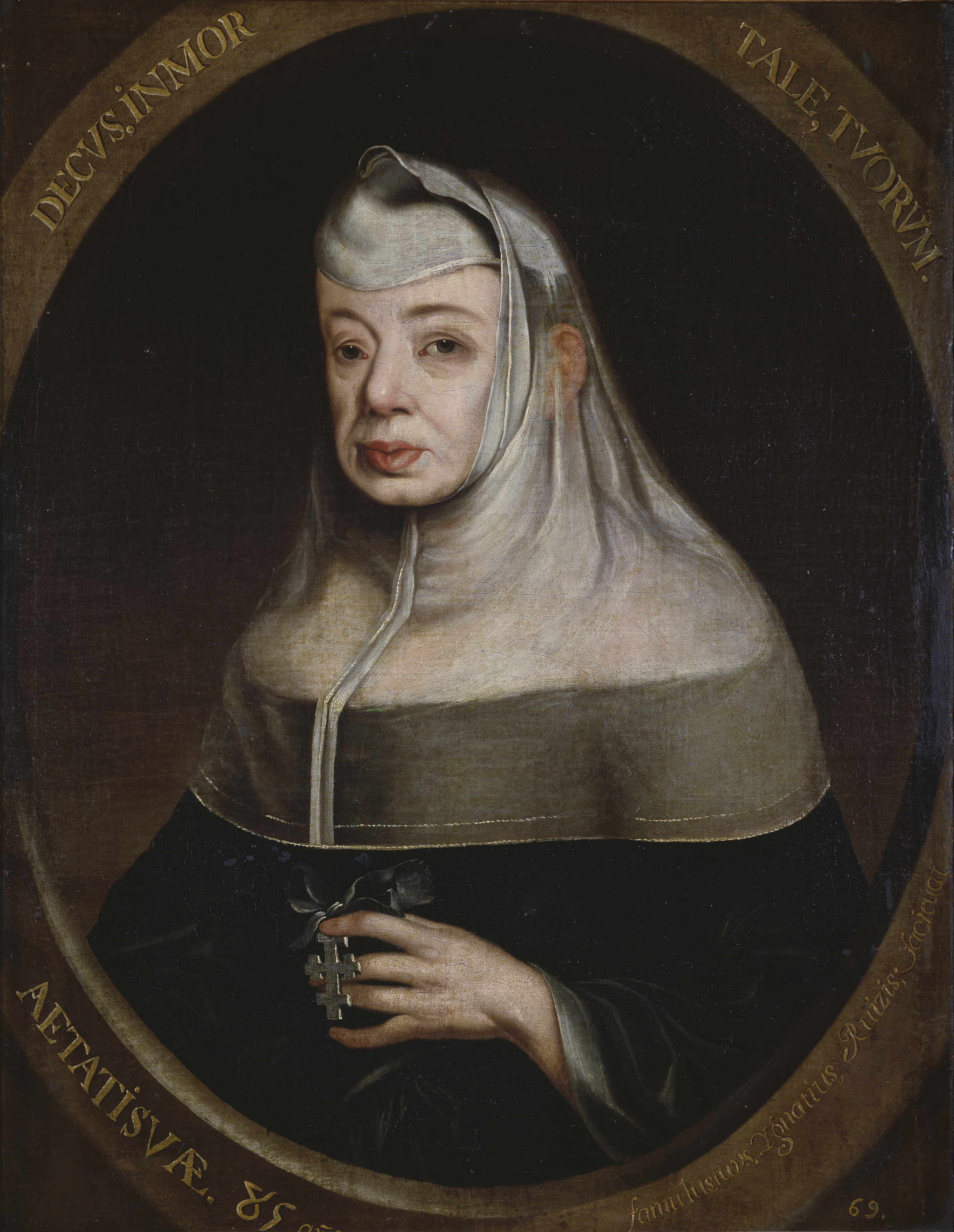
María Guadalupe de Lencastre, duquesa de Aveiro, firmado en el marco fingido «famulus, tuus, Ygnatius, Ruizis, facievat», óleo sobre lienzo, 81 x 60 cm, Madrid, Museo del Prado.

De sus grandes composiciones de altar se conservan el Venerable fray Diego Velázquez (Los mártires calatravos de Alarcos, 1688, convento de madres cistercienses calatravas de Moralzarzal, Madrid), del que Palomino dice, acusando esa simplificación en las formas, que parece pintado al temple, la Virgen del Rosario con santo Domingo de la iglesia de Santa Rosa de Lima de Venta de Baños, firmado como pintor del rey, los lienzos de la Asunción y Coronación de la Virgen pintados para la capilla de la Virgen de las Nieves en el colegio de Santo Tomás de Madrid, actualmente en la iglesia del Corpus Christi de Sevilla, la firmada Asunción de la Virgen del convento de San Esteban de Salamanca, inspirada la figura de la Virgen en una estampa de Carlo Maratta, y el Martirio de San Andrés de la parroquial de Casarrubios del Monte, que dejó inacabado Sebastián Muñoz y concluyó en 1696 Ruiz de la Iglesia, cuyo punto de partida ha de buscarse en el lienzo del mismo asunto pintado por Rubens para el Hospital de San Andrés de los Flamencos reinterpretado en un dibujo de Francisco Rizi. Es en las más tempranas obras de devoción, y de menor formato, en las que la vinculación con Carreño es más estrecha, destacando su primera obra firmada, La Magdalena penitente (1670), adquirida por Jovellanos y conservada en su casa natal de Gijón, y la Anunciación (1671) de la catedral de Valladolid. Firmado también y fechado en 1681 es el pequeño San Juan Bautista niño con el cordero del Museo del Prado, obra menor dentro de la producción de Ruiz de la Iglesia, procedente del convento de los capuchinos del Prado, en la que se advierte también el parentesco con la obra de Jiménez Donoso.

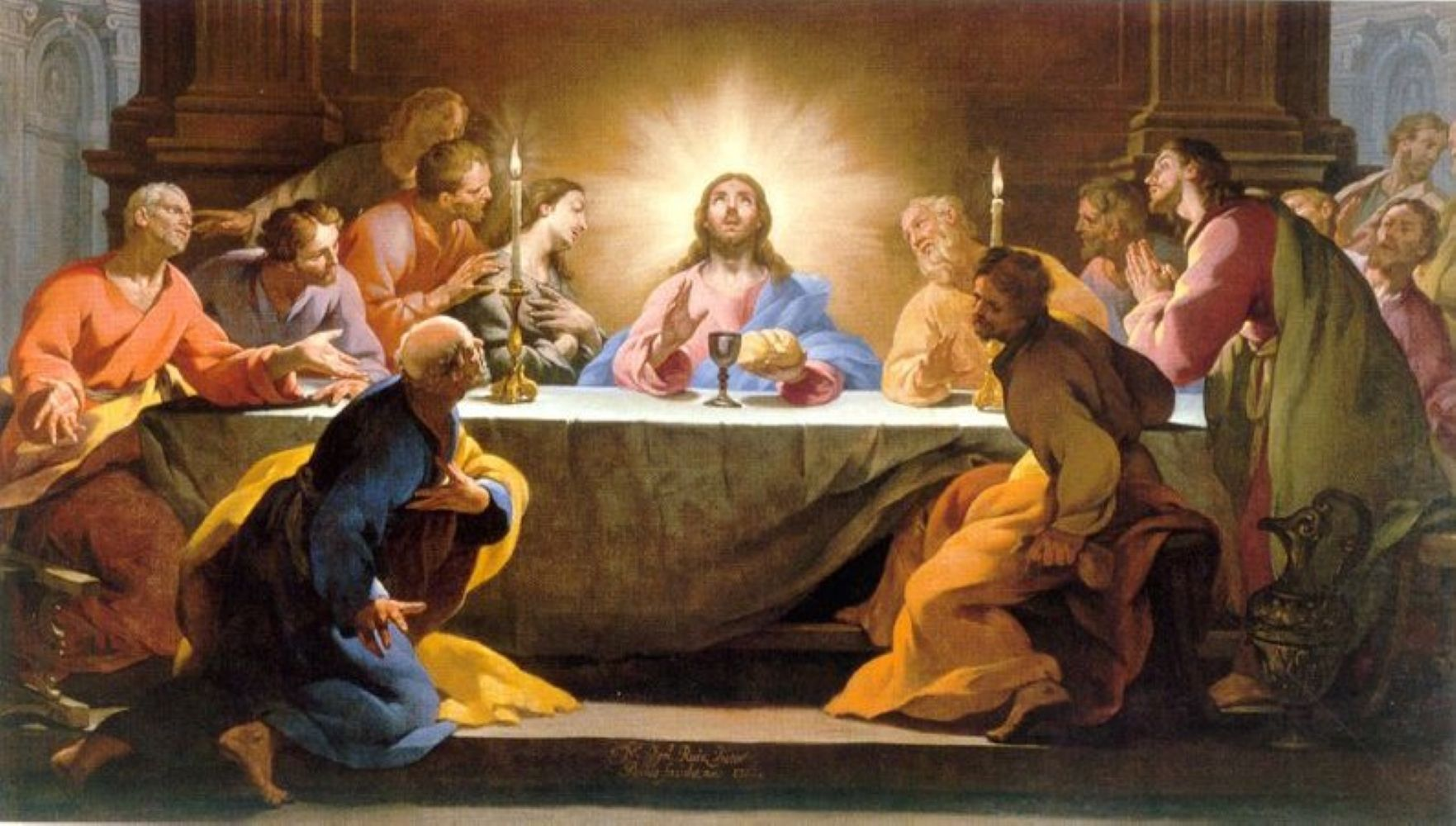
La última cena, 1700. Óleo sobre lienzo, 190 x 315 cm, Patrimonio Nacional, Palacio Real de Aranjuez. Última obra firmada por Ruiz de la Iglesia que se ha conservado.

En 1701 fue nombrado pintor de cámara y ayuda de la furriera por Felipe V de quien, según Palomino, hizo varios retratos «con el traje de golilla» castizo para ser expuestos en público, entre ellos uno para el ayuntamiento y otro para la iglesia de San Antonio de los Alemanes. Perdidos todos ellos, de su labor como retratista se conoce únicamente el retrato de María Guadalupe Lencastre, duquesa de Aveiro a sus 85 años, propiedad del Museo del Prado.
Como grabador, en 1685 cobró del ayuntamiento de Madrid 2000 reales por las láminas grabadas para el libro conmemorativo de la entrada de la reina María Luisa de Orleans en la Corte. Realizó también las estampas calcográficas de las Noticias historiales de la enfermedad, muerte y exequias de la esclarecida reina de las Españas doña María Luisa de Orleáns de Juan de Vera Tassis, publicadas en Madrid en 1690 por Francisco Sanz, con el túmulo funerario alzado en el Real Monasterio de la Encarnación sobre trazas de José Benito de Churriguera, y la estampa de la Virgen de la Almudena venerada por Santiago el Mayor y su discípulo san Calocero, supuesto primer obispo de Madrid, anteportada de la Historia del origen, inuención y milagros de la sagrada imagen de nuestra señora de la Almudena: antigüedades y excelencias de Madrid, del mismo Juan de Vera, editada en Madrid en 1692.
Murió en Madrid el 28 de septiembre de 1703, siendo enterrado en oratorio de San Felipe Neri, al que asistía como hermano de la escuela de Cristo. Cuenta Palomino que como ayuda de la furriera y pintor de cámara acompañó en 1701 a Felipe V en su viaje a Barcelona para contraer matrimonio con María Luisa de Saboya y embarcar luego con destino a Italia, pero que al poco de emprender el viaje por mar hubieron de bajarle del barco medio muerto a causa del mareo, dejándolo en tierra para que ocupase su lugar Jacques Courtilleau, y aunque regresó a Madrid en servicio de la reina nunca recuperó por completo la salud.